# Chlorolydella bequaerti
Chlorolydella bequaerti är en tvåvingeart som först beskrevs av Charles Howard Curran 1940.  Chlorolydella bequaerti ingår i släktet Chlorolydella och familjen parasitflugor.
Artens utbredningsområde är Uganda. Inga underarter finns listade i Catalogue of Life.